# Ida y vuelta (álbum)
Ida y vuelta es el álbum n°17 del cantante venezolano de origen argentino Ricardo Montaner. Su primer sencillo «Aunque ahora estés con él» salió el 19 de agosto de 2016 y el álbum el día 28 de octubre.
Varios artistas reinterpretan a dueto las canciones más conocidas de Montaner y el mismo cantante interpreta canciones de otros intérpretes y grupos. A esto se debe el título «Ida y vuelta».

## Canciones
- 01 Aunque Ahora Estés Con El  (original de Calibre 50)
- 02 Por Mujeres Como Tu (original de Pepe Aguilar)
- 03 Vuelve Conmigo (Original de Ricardo Montaner del Álbum "Cada Día", 1983, versionada por el Conjunto Primavera.)
- 04 Te Hubieras Ido Antes (original de Julion Álvarez)
- 05 Un Hombre Normal (original de Espinoza Paz)
- 06 Te Amo Y Te Amo (original de Felipe Peláez, versionada en el 2010 por La Adictiva Banda San José de Mesillas)
- 07 Eres Mi Cenicienta (original de Voz de Mando)
- 08 Perdóname (original de Gerardo Ortíz)
- 09 Quien Diría (Versión Norteña)
- 10 Estoy Contento
- 11 Sera (con Calibre 50)
- 12 La Cima Del Cielo (con Bronco)
- 13 Déjame Llorar (con Conjunto Primavera)
- 14 Me Va A Extrañar (con Julion Álvarez)
- 15 Tan Enamorados (con Espinoza Paz)
- 16 Bésame (con La Adictiva Banda San José de Mesillas)
- 17 Solo Con un Beso (con Voz de Mando)
- 18 Quien diría (con Yuri)
- 19 Estoy Contento (con La Sonora Santanera)
- 20 Yo Puedo Hacer (con Mariachi Sol de México de José Hernández)